# 日本一のショック男
『日本一のショック男』（にっぽんいちのショックおとこ）は、1971年に制作された植木等主演の「日本一シリーズ」および東宝クレージー映画最後の作品。
キャッチコピーは「ドル・ショックなど吹き飛ばしバッチリ笑ってもらいます!」。

## 概要
『日本一のワルノリ男』『だまされて貰います』に続き、植木と加藤茶のコンビを中心とした作品であることが、ポスター等において強調されている。
企画段階当初のタイトルは『日本一の衝撃男』だった。

## ストーリー
廃村となってしまった出唐子村の巡査・日本一作は、ある日パトロール中に山上春子の失恋自殺を止め、彼女の恋の手助けをしようと上京。一作は村の出世頭・佐藤茶助の働くキャバレーへと行くが、既に茶助はおらず、そこでタダ働きをする破目に。一作は何とか売り上げを倍増させようと客の残したビールをビンに詰めなおし、春子の兄とも知らずにラーメン屋の啓太に卸したり、店のお客に出したりし始めた。たちまち売り上げは倍増し、あっという間に支配人になった一作は、その後ひょんな事から金丸化学の八木沢社長を助け、首尾良く社長秘書になって、さらにとんでもない事を･･････

## スタッフ
- 製作：渡辺晋、田波靖男
- 監督：坪島孝
- 脚本：田波靖男
- 音楽：萩原哲晶
- 撮影：鷲尾馨
- 美術：阿久根巌
- 録音：三上長七郎
- 照明：金子光男
- 整音：西尾昇
- 監督助手：今村一平
- 編集：武田うめ
- 現像：東京現像所
- 製作担当者：関口孝

## キャスト
- 日本一作：植木等
- 山上啓太：谷啓
- 林刑事：犬塚弘
- 白井：安田伸
- 山上春子：酒井和歌子
- 佐藤茶助：加藤茶
- 小川三三子：梅田智子
- 前川昭夫：田中邦衛
- 角田：人見明
- 小森支配人：小島三児
- 大村社長：塩沢とき
- 山内組長：高品格
- 松田：草川直也
- 井原工場長：田武謙三
- 村山：堺左千夫
- よし江：太地喜和子
- 八木沢社長：北竜二
- 八木沢恵美子：小柳ルミ子
- 滝本番長：二瓶正也

## 挿入歌
『パイノパイノ日本』
作詞：田波靖男、原曲：ジョージア行進曲、歌：植木等
『どてかぼちゃ節』
作詞：田波靖男、作曲：萩原哲晶、歌：植木等・加藤茶
『わたしの城下町』
作詞：安井かずみ、作曲：平尾昌晃、歌：小柳ルミ子
『お祭りの夜』
作詞：安井かずみ、作曲：平尾昌晃、歌：小柳ルミ子

## 同時上映
『起きて転んでまた起きて』
脚本：小松君郎／監督：前田陽一／主演：堺正章

## ビデオソフト化・再放送
- 1980年頃、東宝ビデオからテレビサイズのビデオソフト（VHS・β・U規格）が、主に業務用途向けにリリースされた[1]。
- その後ビデオソフトの再発売は一切無く、他の東宝クレージー映画末期作品（『日本一のヤクザ男』、『日本一のワルノリ男』、『だまされて貰います』）と同様に、2024年現在DVD化・BD化は行われていない。
- 2015年7月には、CS・日本映画専門チャンネルにて、本作のHDリマスター版がTV初放送された。